# Línguas nandi–marcuetas
As línguas nandi, também chamadas nandi-maracuetes e calenjim próprio, formam um continuum dialetal das línguas calenjins da família linguística nilótica.
No Quénia, onde os seus falantes perfazem 18% da população, o nome Kalenjin, uma expressão nandi que significa "Eu digo(-te)", ganhou destaque no fim da década de 1940 e no início da década de 1950, quando vários povos falantes do Kalenjin-speaking se uniram sob o pretexto linguístico. Esta consolidação étnica criou um ngrupo étnico maior no Quénia, levando à padronização dos dialetos kalenjin do Quénia. Contudo, já que fora do Quénia, o nome Kalenjin se estende a outras línguas relacionadas, como a Língua okiek da Tanzânia e as Línguas elgon do Uganda, é comum, na literatura linguística referir-se às línguas dos povos kalenjin do Quénia como Nandi, no lugar da principal variedade. A conceção queniana de Kalenjin inclui a língua kipsigis e a língua terik mas não a língua markweta,que lhe está intimamente relacionada, e exclui vários povos caçadores-recoletores ("Dorobo") que não são, do ponto de vista étnico, Kalenjin. Os Kalenjin quenianos são os Nandi (Cemual), Terik (Nyang'ori), Kipsigis, Keiyo, Tugen do sul (Tuken), e Cherangany. As variedades linguísticas classificadas como Nandi na publicação Ethnologue 17, de 2013 são:
- Nandi–Markweta
  - Kipsigis
  - Markweta
  - Nandi
    - Naandi (Cemual) (Quénia)
    - Terik
    - Keiyo (Quénia)
    - Tugen setentrional (Quénia)
    - Kisankasa  ("Dorobo", Tanzânia)
    - Aramanik ("Dorobo", Tanzânia)
    - Mediak ("Dorobo", Tanzânia)
    - Mosiro ("Dorobo", Tanzânia)